# L'Adoration de l'Enfant
Pour les articles homonymes, voir Adoration de l'Enfant.
L'Adoration de l'Enfant est un tableau réalisé vers 1480-1490 par le peintre florentin Sandro Botticelli. Un tondo de 58,9 centimètres de diamètre, cette tempera sur bois représente l'adoration de l'Enfant Jésus par la Vierge Marie devant une étable. Elle est conservée à la National Gallery of Art, à Washington, aux États-Unis.